# Кінгмен (округ, Канзас)
Шаблон:StateAbbr_ 37°31′14″ пн. ш. 97°52′18″ зх. д. / 37.520555555556° пн. ш. 97.871666666667° зх. д.
О́круг Кі́нгмен (англ. Kingman County) — округ (графство) у штаті Канзас, США. Ідентифікатор округу 20095.

## Історія
Округ утворений 1872 року.

## Демографія
За даними перепису
2000 року
загальне населення округу становило 8673 осіб, зокрема міського населення було 3213, а сільського — 5460.
Серед мешканців округу чоловіків було 4254, а жінок — 4419. В окрузі було 3371 домогосподарство, 2421 родин, які мешкали в 3852 будинках.
Середній розмір родини становив 3,03.
Віковий розподіл населення поданий у таблиці:
| Стать    | До 15 років | 15-21 | 22-29 | 30-39 | 40-49 | 50-65 | 65-85 | Понад 85 |
| -------- | ----------- | ----- | ----- | ----- | ----- | ----- | ----- | -------- |
| Чоловіки | 970         | 400   | 297   | 526   | 673   | 676   | 631   | 81       |
| Жінки    | 937         | 377   | 265   | 527   | 624   | 704   | 774   | 211      |

## Суміжні округи
- Ріно — північ
- Седжвік — схід
- Самнер — південний схід
- Гарпер — південь
- Барбер — південний захід
- Претт — захід

## Виноски
1. ↑  U.S. Decennial Census. United States Census Bureau. Архів оригіналу за 26 квітня 2015. Процитовано 26 липня 2014.
2. ↑  Historical Census Browser. University of Virginia Library. Архів оригіналу за 11 серпня 2012. Процитовано 26 липня 2014.
3. ↑  Population of Counties by Decennial Census: 1900 to 1990. United States Census Bureau. Архів оригіналу за 5 червня 2019. Процитовано 26 липня 2014.
4. ↑  Census 2000 PHC-T-4. Ranking Tables for Counties: 1990 and 2000 (PDF). United States Census Bureau. Архів оригіналу (PDF) за 18 грудня 2014. Процитовано 26 липня 2014.
5. ↑  State & County QuickFacts. United States Census Bureau. Архів оригіналу за 6 серпня 2011. Процитовано 26 липня 2014.(англ.) Наведено за англійською вікіпедією.
6. ↑  American FactFinder. Бюро перепису населення США. Архів оригіналу за 29 липня 2011. Процитовано 31 січня 2008.

| США | Це незавершена стаття з географії США. Ви можете допомогти проєкту, виправивши або дописавши її. |